# ضاحية النخيل (عمان)
ضاحية النخيل أحد أحياء العاصمة الأردنية عمان، تحديداً في عمان الغربية، تقع بالقرب من شارع المطار، تتميز عن باقي مناطق عمان بأنها منطقة سهلية غير جبلية.[بحاجة لمصدر]

## مناخها
تتميز منطقة ضاحية النخيل بطقس ضبابي أثناء الشتاء بسبب الغيوم الملامسة لسطح الأرض واجواء مائلة للبرودة تلامس الصفر المئوي في بعض الأوقات من السنة لانها ترتفع عن سطح البحر ما يقارب ال 1000 متر.[بحاجة لمصدر]

## تاريخها
كانت ضاحية النخيل في الفترة ما قبل ستينات القرن العشرين عبارة عن أراض زراعية، لكنها استقطبت لاحقاً العديد من العائلات للسكن والإعمار لتصبح من المناطق الحيوية والراقية في عمان الغربية.[بحاجة لمصدر]